# Lettorato (università)

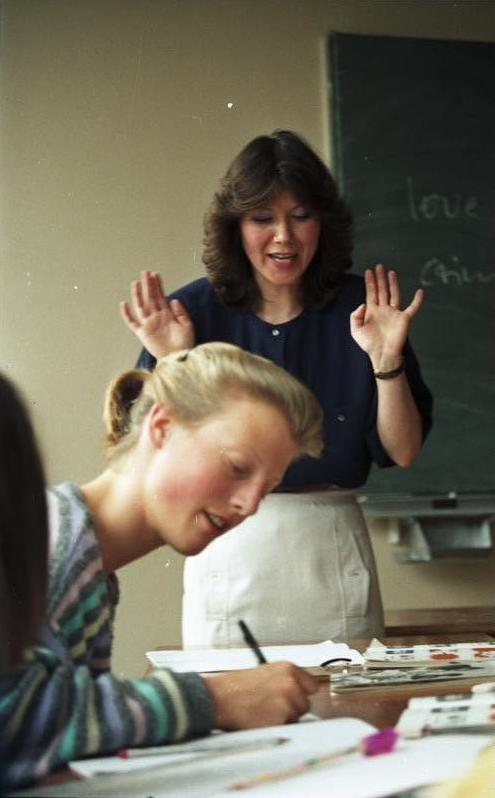
Lettorato universitario

Il lettorato è un'attività che impegna personale docente o meno, dedicato all'insegnamento di particolari lezioni in un'università o in un college. Le figure preposte a tale insegnamento sono chiamate lettori o lettrici. Le mansioni e gli ambiti di intervento dei lettori variano a seconda dei Paesi in cui si trova l'istituzione presso la quale sono impiegati.

## Nel mondo

### Italia
In ambito universitario italiano, un lettore affianca il professore nell'insegnamento della lingua straniera. È previsto da diversi istituti di istruzione che includano nel loro piano di studio l'apprendimento di una o più lingue moderne. L'attività del lettore è spesso articolata in impostazioni fonetiche, discussioni ragionate e ampliamenti lessicali, sì da orientare efficacemente la formazione linguistica degli studenti. Il lettorato nelle università italiane è il corso teorico e pratico di lingua estera tenuto da un insegnante, solitamente di madrelingua straniera, chiamato appunto lettore. Vengono inoltre mandati in istituzioni estere lettori di madrelingua italiana ad insegnare l'italiano.
Il termine lettore indica le mansioni, gli obblighi, i diritti di questo particolare insegnante e si fonde con la sua figura accademica e giuridica, indicando spesso la durata temporale dell'incarico. I lettorati di lingua straniera sono presenti in tutte le università italiane, dove circa il 90% dell'insegnamento linguistico è affidato ai ricercatori di madrelingua.
A partire dal 1º gennaio 1994, è stata introdotta per le università italiane la figura del collaboratore ed esperto linguistico (CEL) con mansioni paragonabili a quelle dei lettori. Da quel momento la categoria del lettori è quindi stata considerata "ad esaurimento".
La riforma Gelmini è stata caratterizzata da robusti tagli sulle spese legate all'insegnamento e alla ricerca ed è stata duramente criticata da studenti e soprattutto dai ricercatori, che hanno viste aumentate le ore di insegnamento a fronte di un impoverimento della ricerca. Si è infatti registrato un aumento del precariato sia tra assegnisti e ricercatori, con molti meno contratti a tempo indeterminato, sia tra i docenti, molti dei quali sostituiti in cattedra da ricercatori precari. La riforma ha portato al dimezzamento del numero di ricercatori nel giro di 5 anni. La maggior parte delle nuove assunzioni sono state fatte tra la categoria dei "ricercatori B", con il contratto di soli tre anni.
Posizioni analoghe a quelle ricoperte dai lettori all'estero sono presenti anche negli atenei italiani e abilitano chi le ricopre ad insegnare qualsiasi materia, affiancando il docente di ruolo. Con le riforme dell'Istruzione introdotte tra la fine del XX secolo e l'inizio del XXI, le condizioni di lavoro di queste categorie sono peggiorate e, a tutto il 2015, era a rischio l'esistenza di alcune di queste categorie.

### Regno Unito
Nel Regno Unito il ruolo di lettore è assegnato a un Lecturer A, a un Lecturer B, a un Senior Lecturer o a un Reader, che è il livello più alto di lettore. Tali figure, che sono un gradino più basso nella scala gerarchica rispetto ad un professore universitario, possono impartire lezioni in qualunque materia. Il lavoro di lettore nel Regno Unito dovrebbe in teoria essere assegnato con contratto a tempo indeterminato, ma nella pratica il periodo iniziale viene considerato di prova. Le modalità di assunzione variano a seconda dell'istituto.
- Lecturer A e Lecturer B sono le tipologie di livello più basso tra i lettori britannici. Normalmente devono avere un dottorato di ricerca e sono stati avvantaggiati se hanno avuto nel curriculum anche almeno un anno di pratica nel post-dottorato. Si è poi consolidata la tradizione di assegnare la posizione a candidati che abbiano almeno 3-5 anni di pratica nel post-dottorato. Il Lecturer B deve avere migliori requisiti e riceve una paga maggiore rispetto a un Lecturer A.[7]
- A titolo esemplificativo, vengono qui riportati dettagli sulla posizione di Senior Lecturer presso l'Università di Londra. È di solito un membro del personale accademico che ha contribuito in modo esemplare per un periodo di alcuni anni in almeno due delle seguenti tre attività: nell'insegnamento, nell'amministrazione o soprattutto nella ricerca. Un candidato a tale ruolo deve dimostrare le qualità dei propri contributi nei suddetti settori. In alternativa, il candidato deve dimostrare il suo esemplare contributo in ambito di ricerca, non ancora al livello richiesto a un Reader, ma deve dare chiare indicazioni che la sua promozione a Reader sia possibile in un futuro imminente. Le sue capacità di insegnante e di amministratore devono essere adeguate.[8]
- Sempre all'ateneo londinese, la promozione a Reader viene assegnata a soggetti che si siano distinti in una materia specifica o in una professione contribuendo con pubblicazioni, con il proprio lavoro creativo o altre forme appropriate in ambito di studio, performance o nell'insegnamento. Un lettore può essere promosso professore universitario dopo essersi particolarmente distinto in ambito di ricerca e, parallelamente, in ambito di insegnamento e di amministrazione. Particolare riguardo viene tenuto per chi si è distinto su scala nazionale o internazionale con pubblicazioni, con il suo lavoro creativo o altre forme di studio, performance o nell'insegnamento.[8]

Una posizione di insegnante assistente in Regno Unito è quella di Teaching Fellow, che ha comunque un valore minore rispetto a quello di lettore. Viene assegnata a individui che si sono distinti nel campo dello studio e dell'insegnamento. Tra le loro responsabilità vi sono quella di contribuire alla formazione del personale più giovane, al miglioramento delle pratiche di insegnamento, allo sviluppo dei materiali di studio, di dare l'esempio su come insegnare e come studiare.

### Stati Uniti d'America
I lettori negli istituti statunitensi hanno mansioni che variano da ateneo a ateneo. A titolo esemplificativo vengono di seguito riportate le diverse tipologie di lettori impiegati nell'Università di Boston.
- Un Lecturer viene assunto per insegnare una determinata materia a part-time o a tempo pieno. I requisiti per l'assunzione cambiano a seconda delle singole scuole e college che compongono l'università. Deve comunque avere una provata abilità nell'insegnamento e un buon curriculum di studi o grande esperienza che gli abbia consentito di raggiungere risultati di rilievo in campo professionale
- Un Senior Lecturer deve avere requisiti simili a quelli di un Lecturer ed aver dimostrato di essere un eccellente insegnante per almeno 5 anni
- Un Master Lecturer deve avere requisiti simili a quelli di un Lecturer ed aver dimostrato di essere un eccellente insegnante per almeno 10 anni.

Negli atenei e College degli Stati Uniti, vi sono altre posizioni analoghe a quelle dei Lecturer e Reader britannici.
- La meno prestigiosa è quella di istruttore, affidata part-time a candidati che abbiano portato a termine il dottorato di ricerca o a laureati che intendano intraprendere la carriera di insegnante universitario. A un istruttore vengono assegnate tra le 9 e le 12 ore settimanali di insegnamento.
- La posizione di post-dottorato viene affidata nell'ambito della ricerca o a professori non di ruolo. L'incarico dura da 1 a 4 anni.
- A un gradino più alto vi è la posizione di Adjunct Professor (professore aggiunto), che lavora di solito con un contratto a termine. Può essere affidata a chi insegni in corsi specializzati ed abbia già un lavoro fuori dall'istituto.
- Più importante è la posizione di Assistant Professor, affidata di solito per almeno 6 anni nell'ambito della ricerca e dell'insegnamento, con mansioni che variano da istituto a istituto. Le ore di insegnamento settimanali sono tra le 9 e le 12, di solito con due classi per semestre. In parallelo un Assistant Professor svolge ricerche pubblicandone i risultati. Lavora con contratto a termine che può diventare a tempo indeterminato.
- La posizione al livello più alto prima di diventare docenti di ruolo è quella dell'Associate Professor, che lavora tra le 6 e le 9 ore con gli studenti del triennio propedeutico ma soprattutto nei corsi di laurea magistrale e per le tesi di laurea.[10]